# Shire (rivière)
Pour les articles homonymes, voir Shire.
La rivière Shire est une grande rivière d’Afrique australe, un affluent gauche du fleuve Zambèze et un courant de débordement du lac Malawi qui passe par le Malawi et le Mozambique.

## Géographie
Elle est longue de 402 km, mais si on prend en compte le réseau hydrographique entre la rivière Shire, le lac Malawi et la rivière Ruhuhu, la source la plus éloignée du lac Malawi (environ 300 km), elle atteint 1 200 km. La rivière Shire relie le lac Malawi au lac Malombe.
La vallée de la rivière fait partie du système de la Vallée du grand rift.

## Affluents
Le plus grand affluent gauche de la Shire est la rivière Ruo qui la rejoint à Chiromo.

## Hydrologie

### Débits mensuels
Le débit de la rivière a été mesuré pendant 28 ans (1953–1981) à Chiromo, dans la majeure partie du bassin versant en m3/s.
Pour des raisons techniques, il est temporairement impossible d'afficher le graphique qui aurait dû être présenté ici.